# 孟承誨
孟承诲（？—947年1月12日），五代十国后唐、后晋官员，魏州大名县人。
孟承诲开始是魏州牙校，石敬瑭至魏博，升他为客将。后表奏为宗城县令，任期到了之后，以百姓相留，改任常山藁城县令，有政绩。石敬瑭即位，擢升为阁门副使，官至宣徽使、检校司空、太府卿、右武卫大将军。晋出帝嗣位，因他秉性乖巧，善于迎合，与权臣宦官密相表里，朝廷恩泽美差，必让孟承诲出任，一年之中，超过四次。他的宅第华丽，累积财帛。契丹攻入汴京，張彥澤率兵逼宫城，晋出帝召孟承诲商议，他藏起来不去。晋出帝出宫，住在开封府舍，将孟承诲背恩之事告知张彦泽，令其捕杀。开运三年十二月十八甲戌日夜，开封尹桑维翰、宣徽使孟承诲都遇害。其妻女分配给契丹部族。后汉高祖刘知远即位，赠他为太保。